# 唐章陵
章陵为唐十八陵之一，为唐文宗李昂墓。位于渭南市富平县西北10公里天乳山。
开成五年（840年）正月，唐文宗驾崩在长安太和殿，葬在章陵。因山为陵，陵区周围二十公里。原有石刻和唐景陵相同，现存四门各有石狮一只，石人一尊，华表一通。《唐会要》未记载有陪葬墓。《长安史》记载陪葬墓1座，为贵妃杨氏墓，今已无考。史料未记载唐文宗妃嫔中有此人，是否是贤妃杨氏，亦已无法考证。